# رحمان نامجو
رحمان نامجو (زادهٔ ۱۳۴۴ در بوکان) نمایندهٔ حوزهٔ انتخابیهٔ بوکان در دورهٔ ششم مجلس شورای اسلامی بوده‌است.